# Raymond McCreesh
Raymond Peter McCreesh (irisch Réamann Mac Raois, * 25. Februar 1957 in Camlough; † 21. Mai 1981 im Maze Prison) war ein Mitglied der IRA und Hungerstreikender.
Raymond McCreesh wuchs als siebtes von acht Kindern in Camlough in der nordirischen Grafschaft Armagh auf. 
Bereits als Jugendlicher nahm er aktiv am Kampf gegen die britischen Besatzer teil und wurde im Alter von 16 Jahren Mitglied der Fianna Éireann, einer Jugendorganisation der irisch-republikanischen Bewegung. 
Nachdem er der Provisional Irish Republican Army beigetreten war, wurde er 1976 nach einem missglückten Angriff auf britische Truppen verhaftet und zu einer Gefängnisstrafe von 14 Jahren verurteilt. 
Am 22. März 1981 trat er, wie auch Patsy O’Hara, in den Hungerstreik von 1981, in dessen Folge er 61 Tage später verstarb.
| Personendaten    | Personendaten                                         |
| ---------------- | ----------------------------------------------------- |
| NAME             | McCreesh, Raymond                                     |
| ALTERNATIVNAMEN  | McCreesh, Raymond Peter; Mac Raois, Réamann           |
| KURZBESCHREIBUNG | nordirischer Widerstandskämpfer und Hungerstreikender |
| GEBURTSDATUM     | 25. Februar 1957                                      |
| GEBURTSORT       | Camlough, County Armagh                               |
| STERBEDATUM      | 21. Mai 1981                                          |
| STERBEORT        | Maze Prison                                           |